# Haneburg
Die Haneburg ist ein zweiflügeliges Wohnschloss aus rotem Backstein in der Altstadt von Leer in Ostfriesland.

## Lage
Das Schloss befindet sich am Ende der von Kastanien gesäumten Haneburgallee im Ensemble der niederländisch beeinflussten Altstadt von Leer.

## Geschichte
Die Haneburg wurde 1570 von Claes Frese, dem letzten Drost von Leerort, Leer, Hinte und Uttum als Herrenhaus an der Blinke gebaut. Anschließend gelangte der Herrensitz in den Besitz der heute namensgebenden Familie Hane.
Der gräfliche Drost Joest Hane zu Stickhausen erweiterte das ursprüngliche Querhaus 1621 um einen kurzen Flügel im Renaissance-Stil niederländischer Prägung mit Torbogen. An diesen Umbau erinnert die heute noch zu lesende Inschrift über dem Torbogen zur Wohnburg: „Anno 1621 hat Heer Joest Hane zu Werff, Lihr und Uttum Haubtling und Adde Frise gebohren Dochter zu Hinte und Grohthusen dis haus gebauwt“.
1671 vervollständigte Joest Hanes Sohn Didrich Arend Hane den Anbau von 1621. An diesen Umbau erinnert die Inschrift über dem Haupteingang: "Anno 1671 Den 3 Juny Hat Heer Didrich Arent Hane zu Lihr und Uttum Haubling und Frau Anna Margareta gebohren Baronne von Kniphausen dieses haus angefangen zu bauwen und ist ververtiget den 30 Septemb: Anno 1671. Symb: Dei Gratia Fortitudo Mea."
1908 kauft die Stadt Leer die Haneburg. Im Juni 1912 werden die Räumlichkeiten des Heimatschutzvereins in der Haneburg eingeweiht. 1920 kauft der Verein für Heimatschutz und Heimatgeschichte die Haneburg von der Stadt Leer. Nach umfangreichen Umbaumaßnahmen wird im Oktober 1926 das Heimatmuseum in der Haneburg eröffnet. Bereits im September 1934 macht die Stadt Leer von ihrem Rückkaufsrecht gebrauch und kauft die Haneburg zurück, die kurz darauf zum 1. Oktober 1934 an den Reichsnährstand vermietet wird. 1935 wird die Haneburg umgebaut und renoviert und um ein zweites Querhaus erweitert. Am 8. Januar 1936 wurde in der Haneburg die SA-Bauernhochschule eingeweiht. Ab 1941 wird die Haneburg als Lazarett genutzt.
Nach dem Zweiten Weltkrieg erfolgte die Nutzung des Gebäudes als Altersheim. 1973 übernahm der Landkreis Leer das vom Verfall bedrohte Gebäude und renovierte es bis 1976 aufwendig. Heute dient die Haneburg als Sitz der Geschäftsstelle und Seminargebäude der Volkshochschule für die Stadt und den Kreis Leer e. V. und wird temporär für Kunstausstellungen und Tagungen genutzt.
Die historische Innenräume der Burg sind nicht erhalten. Eine Besichtigung der Außenanlagen ist möglich.